# Cuando tú no estás (película de 1966)
Cuando tú no estás es una película española de 1966 dirigida por Mario Camus, con Raphael, María José Alfonso, Ricardo Lucía, Margaret B. Peters y Pepe Martín en los papeles protagonistas.

## Sinopsis
Como no consigue ningún éxito de importancia y cansado de recorrer teatros en pueblos pequeños, el cantante Raphael decide abandonar la compañía de variedades y se marcha a Madrid para intentar triunfar en el mundo discográfico. Cuando conoce a Lina (María José Alfonso), una famosa periodista del espectáculo que se interesa por él, su destino cambia. Así empieza a lograr el triunfo personal y profesional, pero entonces comienza a atormentarse a causa de una misteriosa joven, Laura (Margaret B. Peters), con la que se cruza en una noche lluviosa.

## Reparto completo
- Raphael como Raphael, el cantante
- María José Alfonso como Lina, la periodista musical
- Ricardo Lucía como Jorge, el representante de artistas
- Margaret B. Peters como Laura
- Pepe Martín (José Martín) como Juan, el compositor
- Raúl Matas como presentador
- Concha Gómez Conde (Conchita Gómez-Conde) como Teresa
- Carlos Otero como Doctor
- Mari Paz Ballesteros como Ana
- Erasmo Pascual como Chomín
- Ángel Menéndez como Federico
- Montserrat Julio
- Mercedes Carrasco
- Marisa Aroca

## Canciones
- "Cuando tú no estás"
- ” Estuve Enamorado ”
- ” Desde aquel Día ”
- ” Yo no tengo a Nadie ”
- ” Poco a Poco ”
- ” Piénsalo ”
- ” Mi regalo ”

## Premios
Manuel Alejandro ganó el premio a la mejor música en los Premios del Sindicato Nacional del Espectáculo de 1966.